# Proefdruk

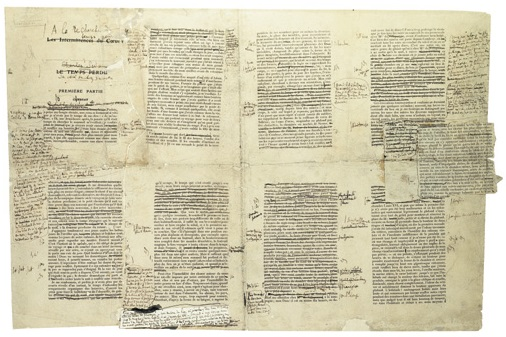
Een proefdruk van A la recherche du temps perdu: Du côté de chez Swann, met handgeschreven commentaren van Marcel Proust.

Een proefdruk is een preliminaire versie van een publicatie, bedoeld om nagelezen te worden door de auteur(s), redacteurs, uitgevers en proeflezers, alvorens het werk te publiceren. Zodoende kunnen allerhande fouten, waaronder drukfouten, zetfouten, taal- en spelfouten nog gecorrigeerd worden. Proefdrukken worden meestal gedrukt met een ruimere marge, zodat correcties hierin kunnen genoteerd worden. Ze kunnen ook digitaal worden doorgestuurd, zoals in een pdf-formaat, waarin elektronische opmerkingen kunnen genoteerd worden.
Binnen de filatelie wordt een proefdruk van een postzegel een essay genoemd.